# Nord-Troms prosteri

Prosterier i Nord-Hålogalands stift. Det gula området på kartan är Nord-Troms prosteri.

Nord-Troms prosteri (norska: Nord-Troms prosti) är ett kontrakt (prosteri, norska: prosti) i Nord-Hålogalands stift inom Norska kyrkan. Kontraktet omfattar kommunerna Kvænangen, Kåfjord, Lyngen, Nordreisa, Skjervøy och Storfjord i Troms fylke i norra Norge.
Nord-Troms prosteri sträcker sig från havsgapet i Skjervøy kommun till gränsen mot Finland uppe på högfjällplatån. Prosten har sitt säte i Storslett.

## Socknar
Nord-Troms prosteri består av sex socknar (norska: sokn eller sogn), motsvarande kommunerna:
- Kvænangens socken
- Kåfjords socken
- Lyngens socken
- Nordreisa socken
- Skjervøy socken
- Storfjords socken